# スタンホープ・フォーブス

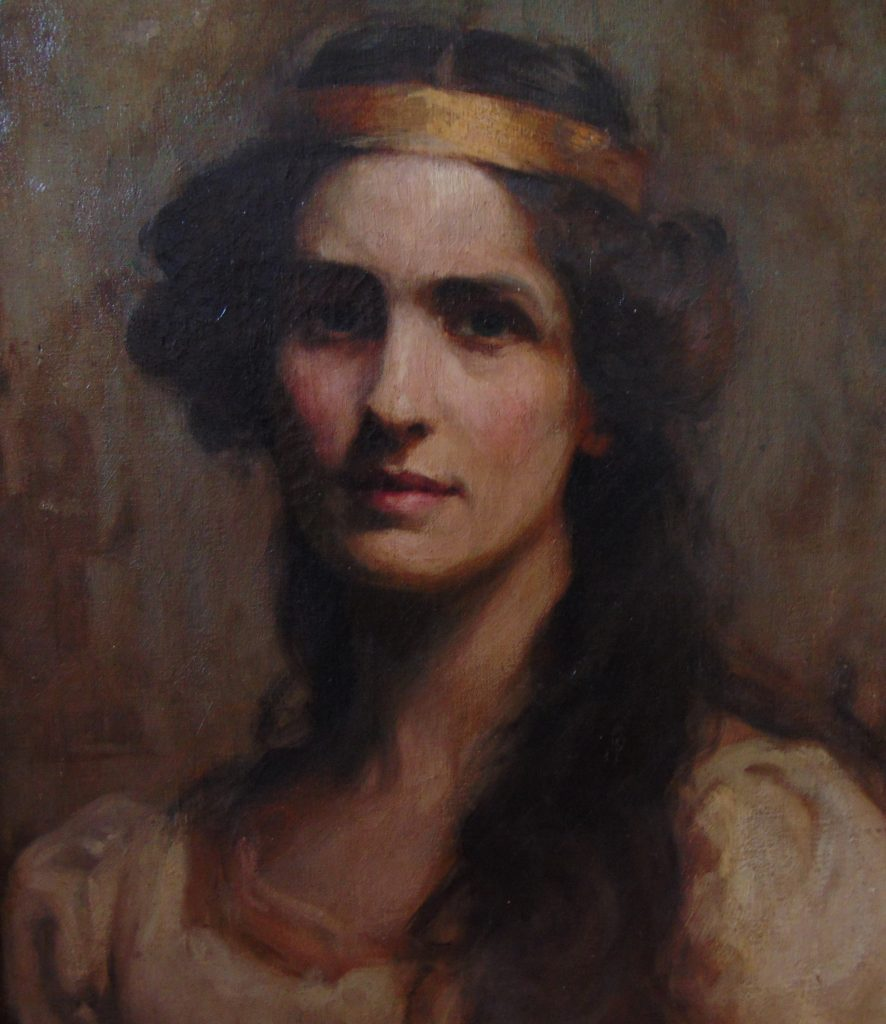
スタンホープ・フォーブス作「スタンホープ・フォーブス夫人」(1902)

スタンホープ・フォーブス（Stanhope Alexander Forbes、1857年11月18日 - 1947年3月2日）はアイルランド生まれの画家である。イングランドのコーンウォールの漁村ニューリンに集まった画家たち「ニューリン派」を代表する画家である。

## 略歴
ダブリンで生まれた。父親はアイルランドの鉄道会社、Midland Great Western Railwayの役員で、叔父のジェームズ・スターツ・フォーブスは鉄道会社の役員で近代絵画の収集家として知られる人物である。ロンドンで美術を学び始め、1876年にロイヤル・アカデミー・オブ・アーツの美術学校に入学した。その年アイルランドに戻り、アイルランドの風景を描いた。1880年にはパリに渡り、レオン・ボナの工房で学んだ。
1881年に仲間の学生、ヘンリー・ハーバート・ラ・タング(Henry Herbert La Thangue: 1859-1929)とブルターニュのカンカルで風景画を描いた。カンカルで描いた作品を1882年のロイヤル・アカデミー・オブ・アーツの展覧会に出展し、リヴァプールの美術館に作品は買い上げられた。1883年にもブルターニュに旅し、カンペルレで作品を描いた。同じホテルに滞在していた、後に「ニューリン派」として活動することになるラルフ・トッドと親しくなり、カンペルレ滞在中に、ノーマン・ガースティンやナサニエル・ヒル、ウォルター・オズボーン、ジョセフ・マラキー・カヴァナといった画家たちとも知り合った。この時期の作品は1884年にアイルランドの王立ハイバーニアン・アカデミー(Royal Hibernian Academy)の展覧会に出展された。
1884年にコーンウォールの漁村ニューリンに移り、ニューリン派の指導的な画家の一人になった。ロイヤル・アカデミー・オブ・アーツなどの展覧会で作品は高く評価され、有名な美術館に作品は買い上げられた。1885年にジョン・シンガー・サージェント、トーマス・クーパー・ゴッチ、フランク・ブラムリーらと新しい美術団体、ニュー・イングリッシュ・アート・クラブの創立会員となった。
1885年、ニューリンでカナダ生まれの画家、エリザベス・アームストロングと出会い、1889年に結婚した 。フォーブス夫妻は1899年にニューリンに美術学校を作り、若い芸術家を育てた。1912年に癌でエリザベスが亡くなった後、学生でフォーブス家と親しかったモーディー・パーマーと再婚した。
1947年にニューリンで没した。

## 作品

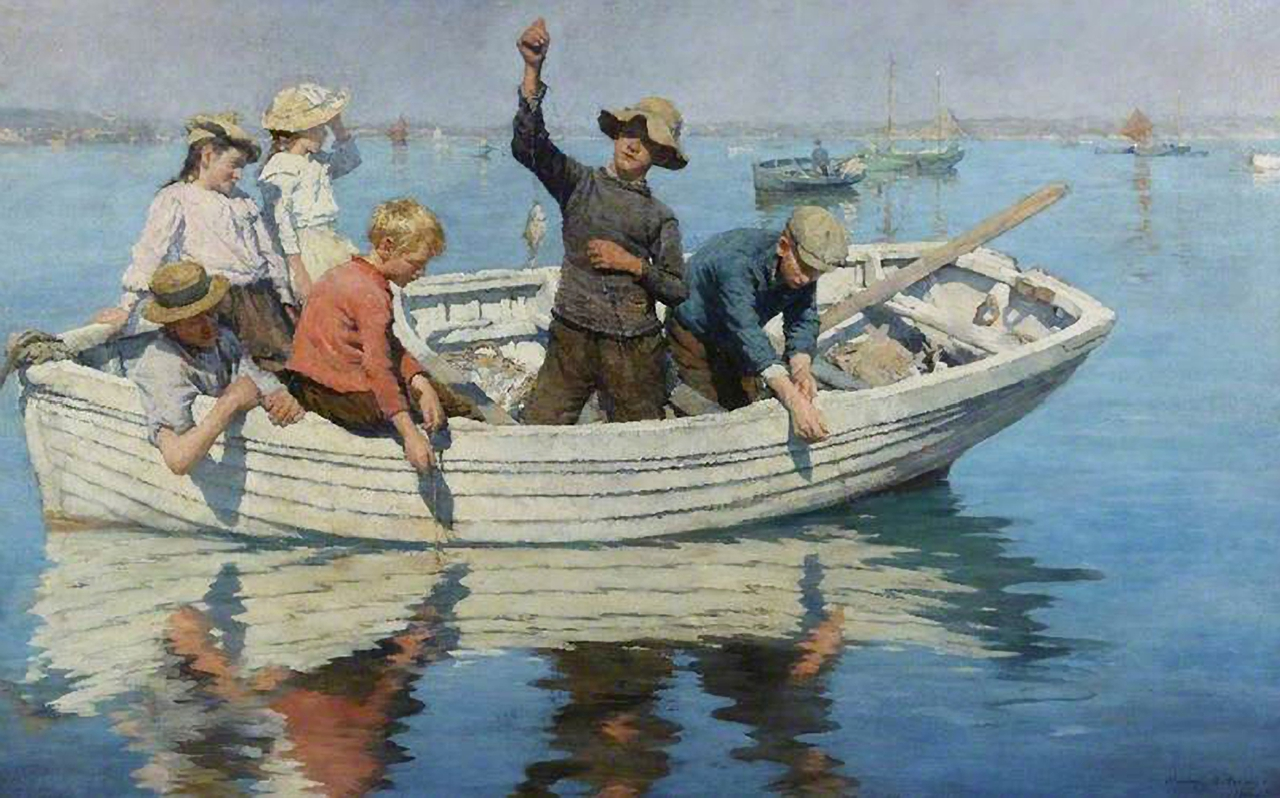
マウントズ湾の釣り
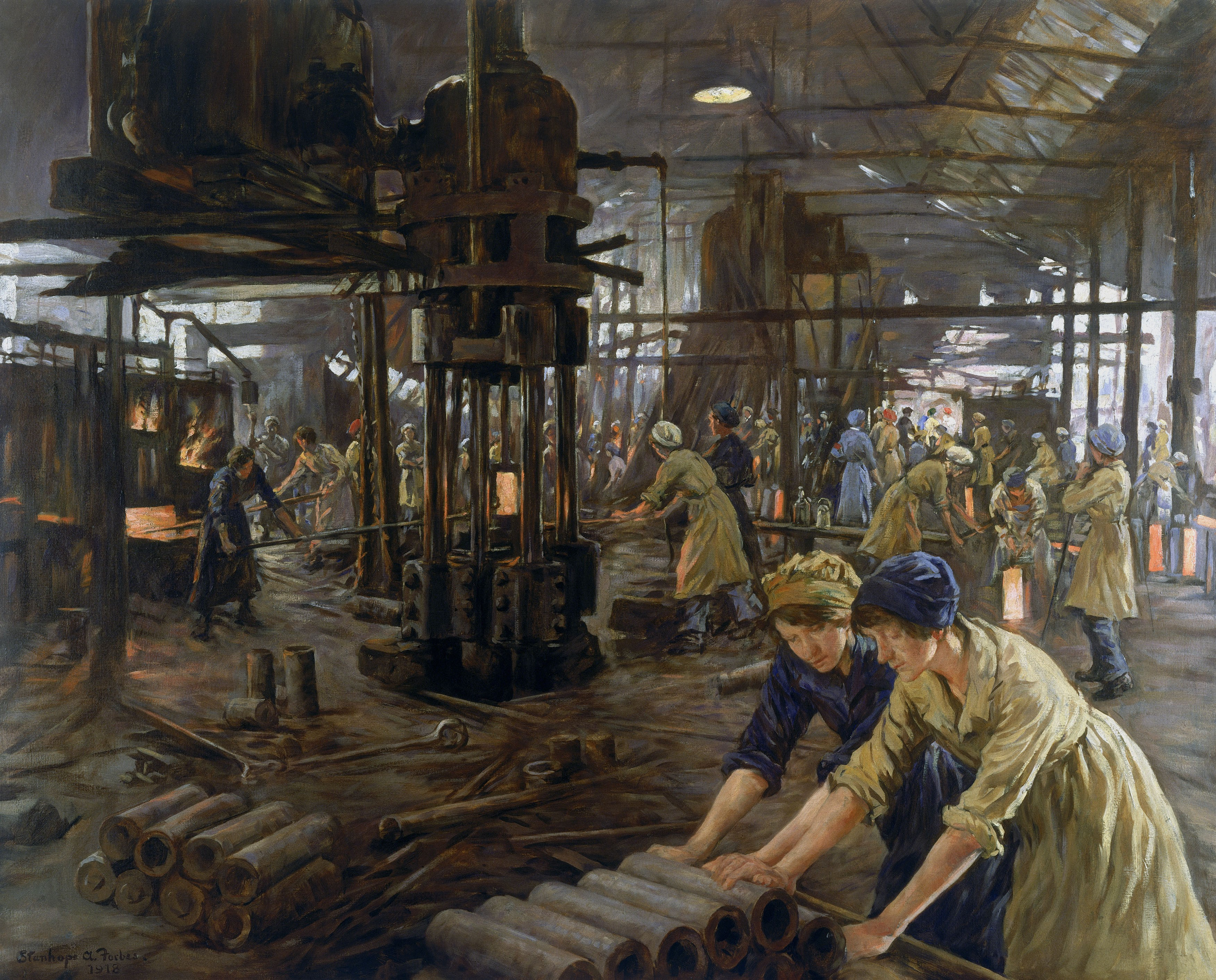
軍需工場で働く女性(1918)
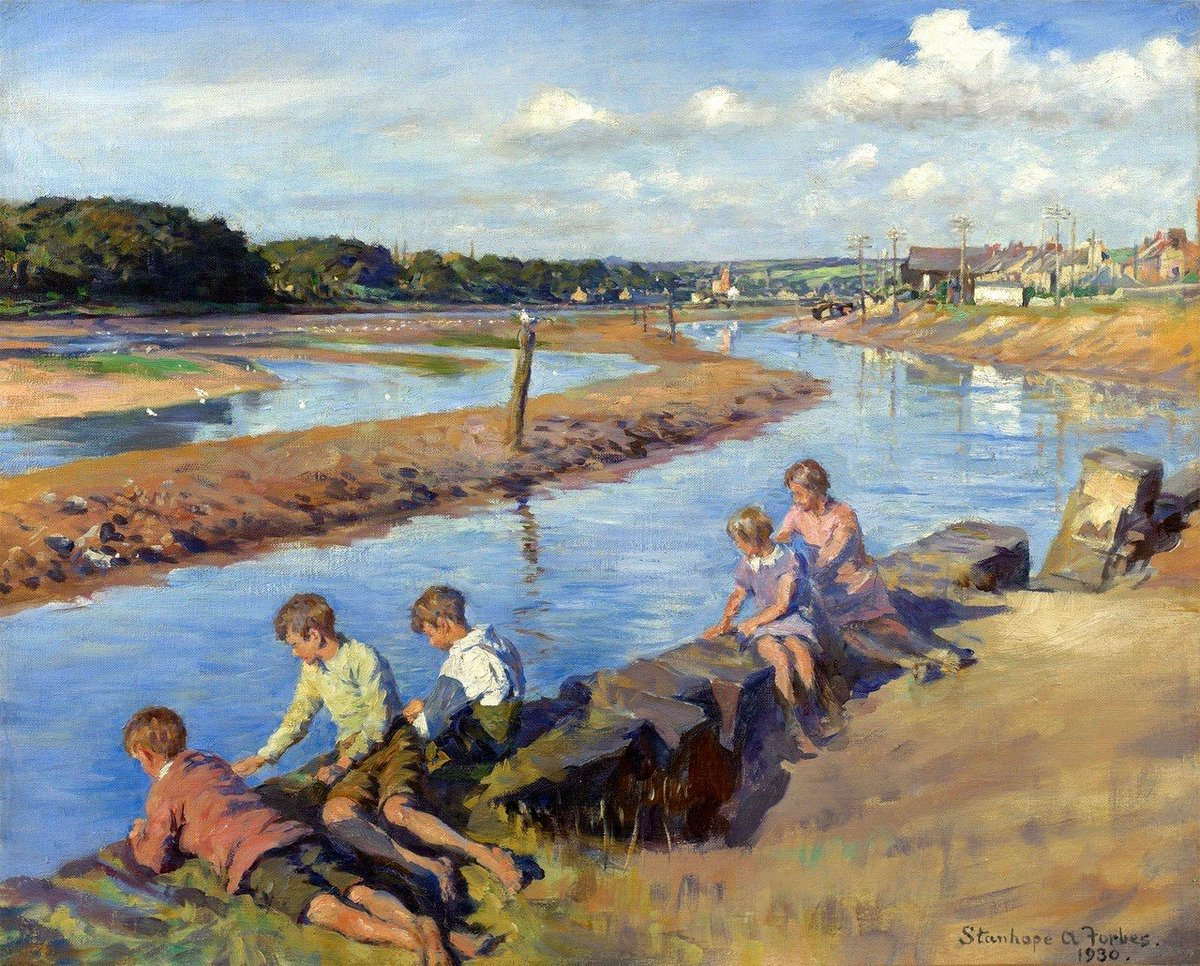
Young anglers at Hayle(1930)

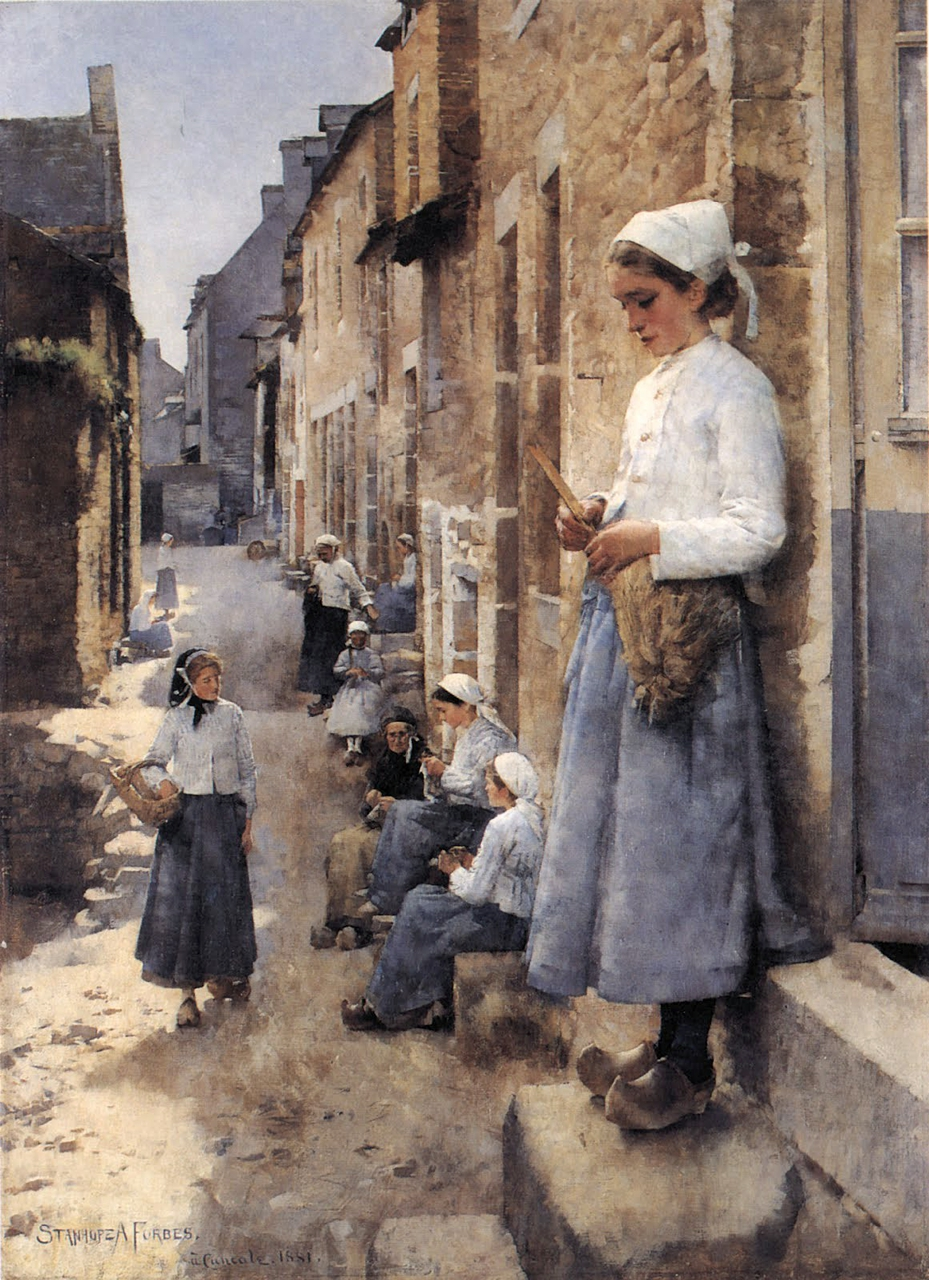
ブルターニュの通り (1881)
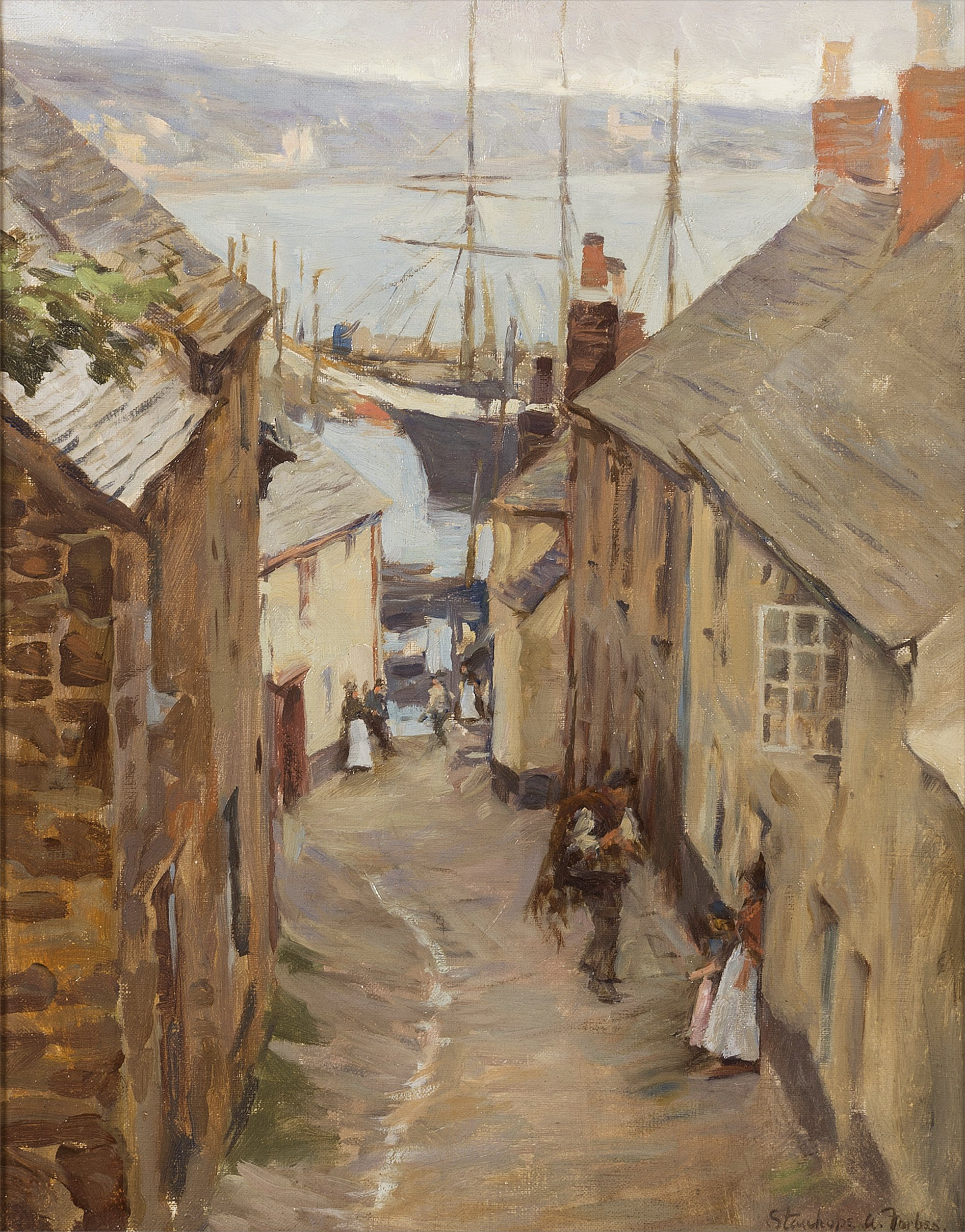
ニューリンの風景
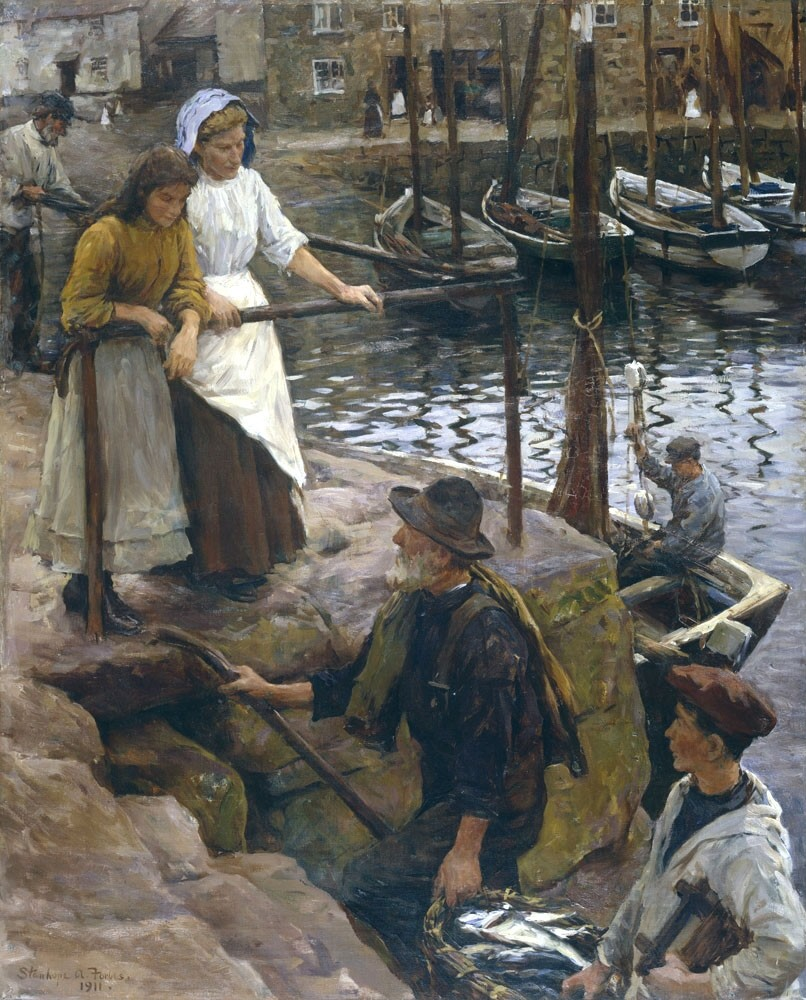
港の古い階段
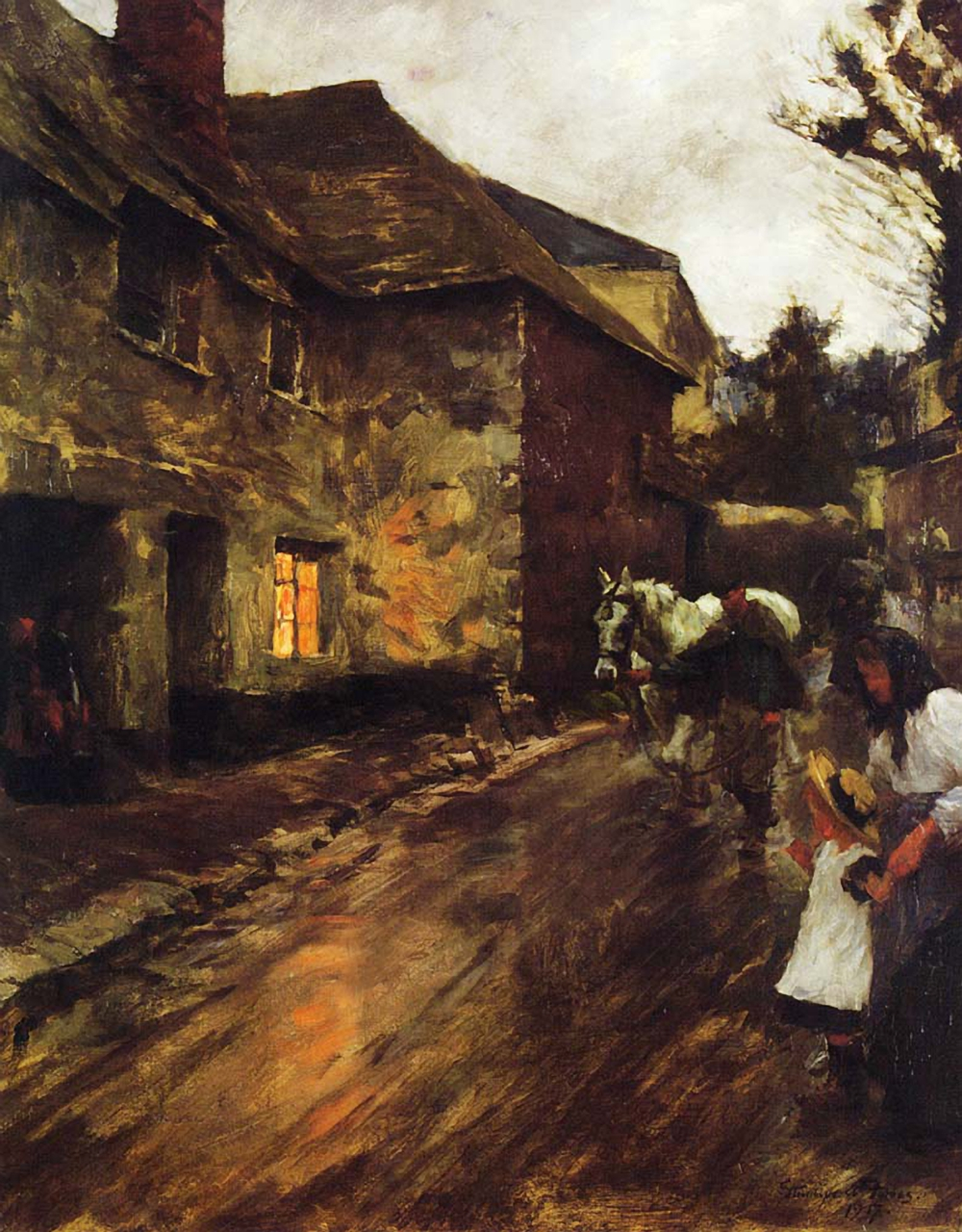
一日の仕事の終わり (1907)